# Dendrophthoe kerrii
Dendrophthoe kerrii là một loài thực vật có hoa trong họ Loranthaceae. Loài này được (Craib) Barlow mô tả khoa học đầu tiên năm 1995.